# Monte Fasce
Il monte Fasce, indicato come monte Fascie nelle carte dell'Istituto Geografico Militare, è, con i suoi 834 metri di altitudine, una tra le maggiori alture della città di Genova. È una montagna dell'Appennino ligure e fa parte del parco urbano di Monte Fasce e Monte Moro.
Sorge alle spalle dei quartieri del levante cittadino di Quarto dei Mille, Quinto al Mare e Nervi e li protegge dalla tramontana scura. La sua cima si trova a circa 3 km in linea d'aria dal mar Ligure.
È sede di numerosi ripetitori televisivi, radiofonici, di servizi privati e di Stato. Sul punto più alto si trovava una croce in ferro alta 14 metri, erede della prima croce in legno che era stata posizionata intorno all'anno 1900, rimasta gravemente danneggiata dall'eccezionale ondata di maltempo abbattutasi sulla Liguria nell'ottobre del 2018.
I vicini Prati di Fascia sono tradizionalmente luogo per gite fuori porta dei genovesi. Da questa altura si gode di un panorama pressoché totale della città e nelle giornate più limpide è possibile ammirare la Corsica, l'isola d'Elba, l'isola Palmaria, le Alpi Apuane, le Alpi Marittime, il Monviso, le Alpi Pennine (in particolare il Cervino e il Monte Rosa) e le Alpi Lepontine.
I Prati di Fascia sono raggiungibili percorrendo la SP 67 "del Monte Fasce", che unisce il quartiere genovese di Apparizione con Uscio e dalla quale si distacca una breve strada asfaltata (attualmente in pessimo stato) che raggiunge la cima del monte.

## Orografia
Dalla cima del monte Fasce partono tre crinali principali: uno breve e poco pendente, diretto a NE, che lo collega al retrostante monte Bastia; un secondo, diretto a SSO, che più in basso si divide in due rami che raggiungono il mare delimitando l'abitato di Quinto; un terzo, diretto a OSO, che va a perdersi nella valle Sturla. Detti crinali suddividono il monte in altrettanti versanti: orientale, sud-occidentale e nord-occidentale.

### Il versante orientale

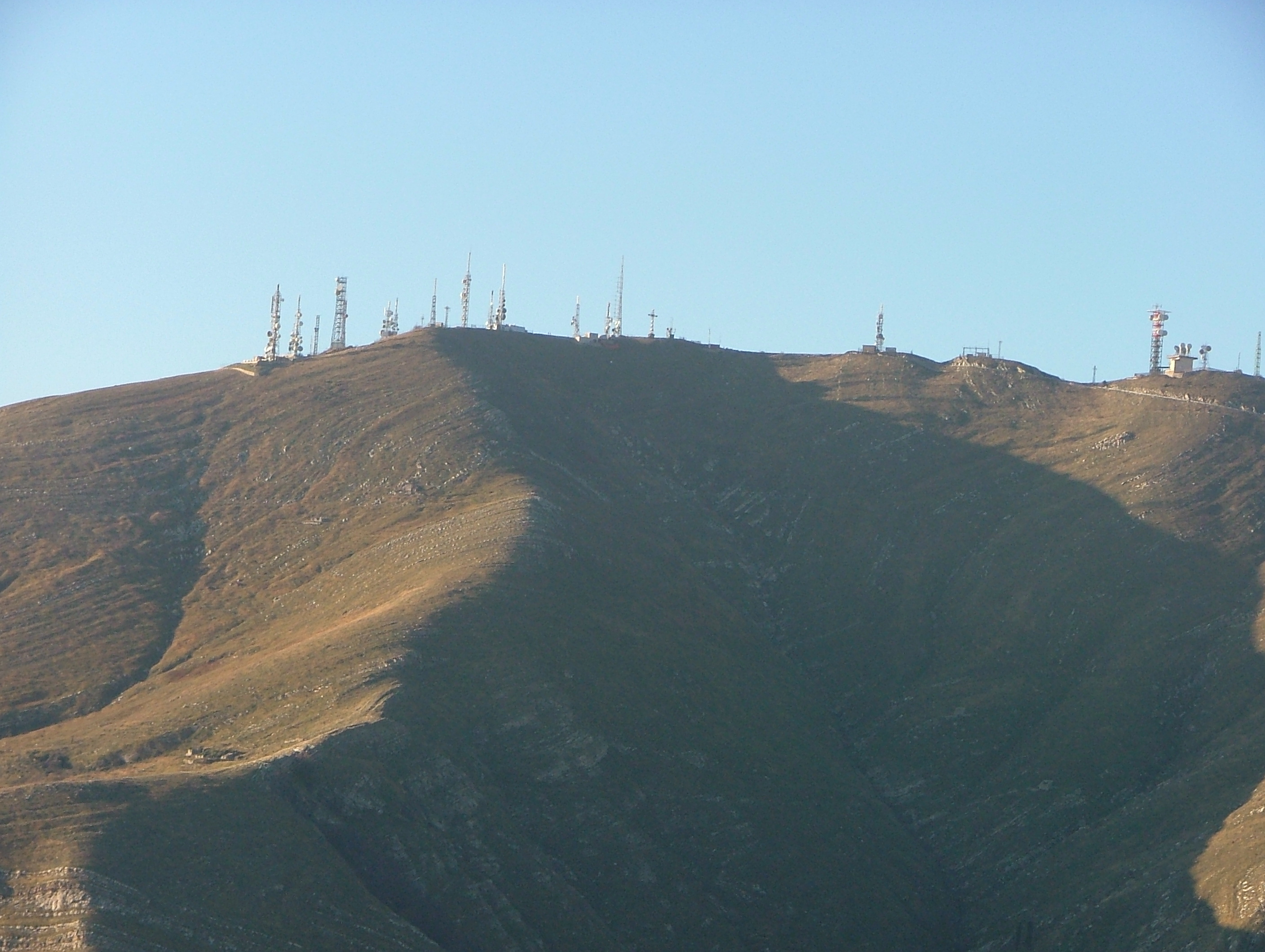
Il versante orientale del monte Fasce visto dalla cresta compresa tra Monte Giugo e Monte Cordona

Il versante orientale è delimitato a sud della vetta dal crinale che, passando per il monte Moro (408 m), sopra il quartiere di Quinto, giunge ad incontrare il mar Ligure all'altezza del porticciolo di Nervi. A nord della vetta è delimitato dallo spartiacque che congiunge il monte Fasce al monte Bastia (848 m), passando per la sella dei Prati di Fascia (750 m).
Dal versante orientale nascono gli affluenti di destra del torrente Nervi. La valle del torrente Nervi, a monte dell'omonimo quartiere di Nervi, è quasi del tutto disabitata. In questo versante sono ben visibili le faglie e le pieghe provocate dal sollevamento della catena alpina.

### Il versante sud-occidentale

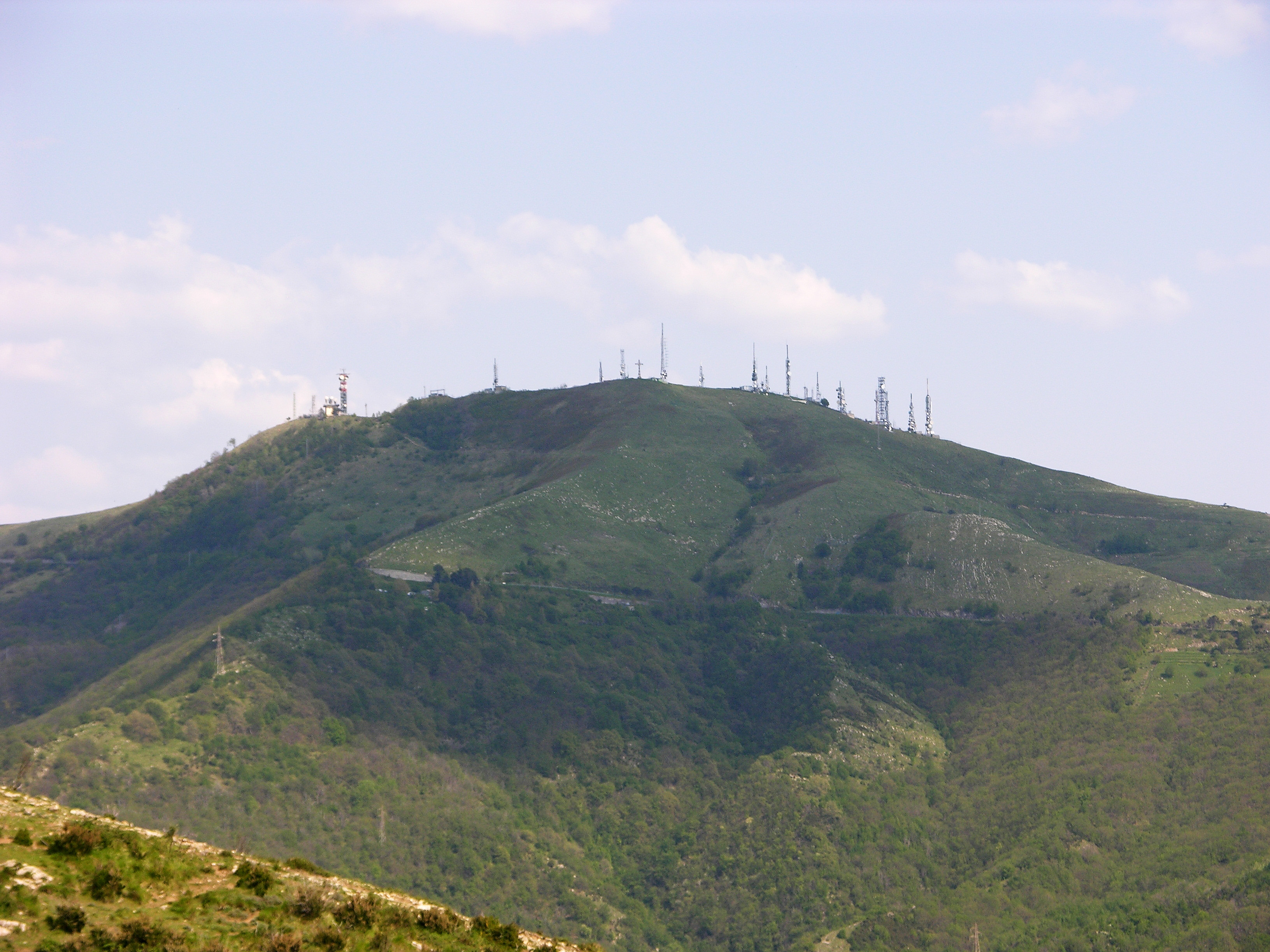
Versante occidentale del Monte Fasce visto dalle alture dei Camaldoli, Genova

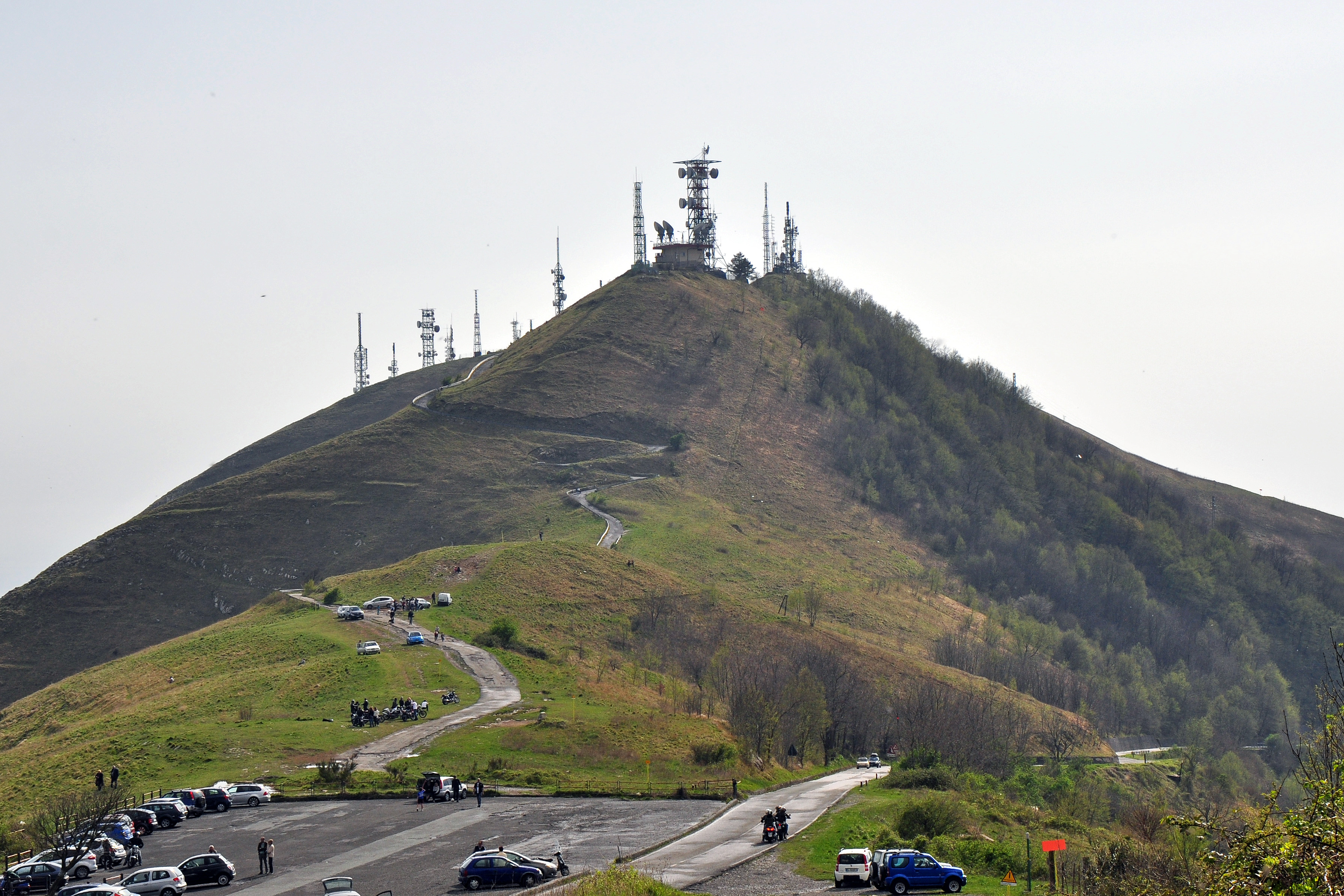
Accesso lato nord alla cima con vista dei ripetitori televisivi; veduta dalla parte del monte Bastia, con il passaggio della strada panoramica Apparizione-Uscio (strada provinciale n. 67 - SP67). Dall'ampio parcheggio di questa, situato presso i Prati di Fascia, parte la strada asfaltata per la cima del Fasce

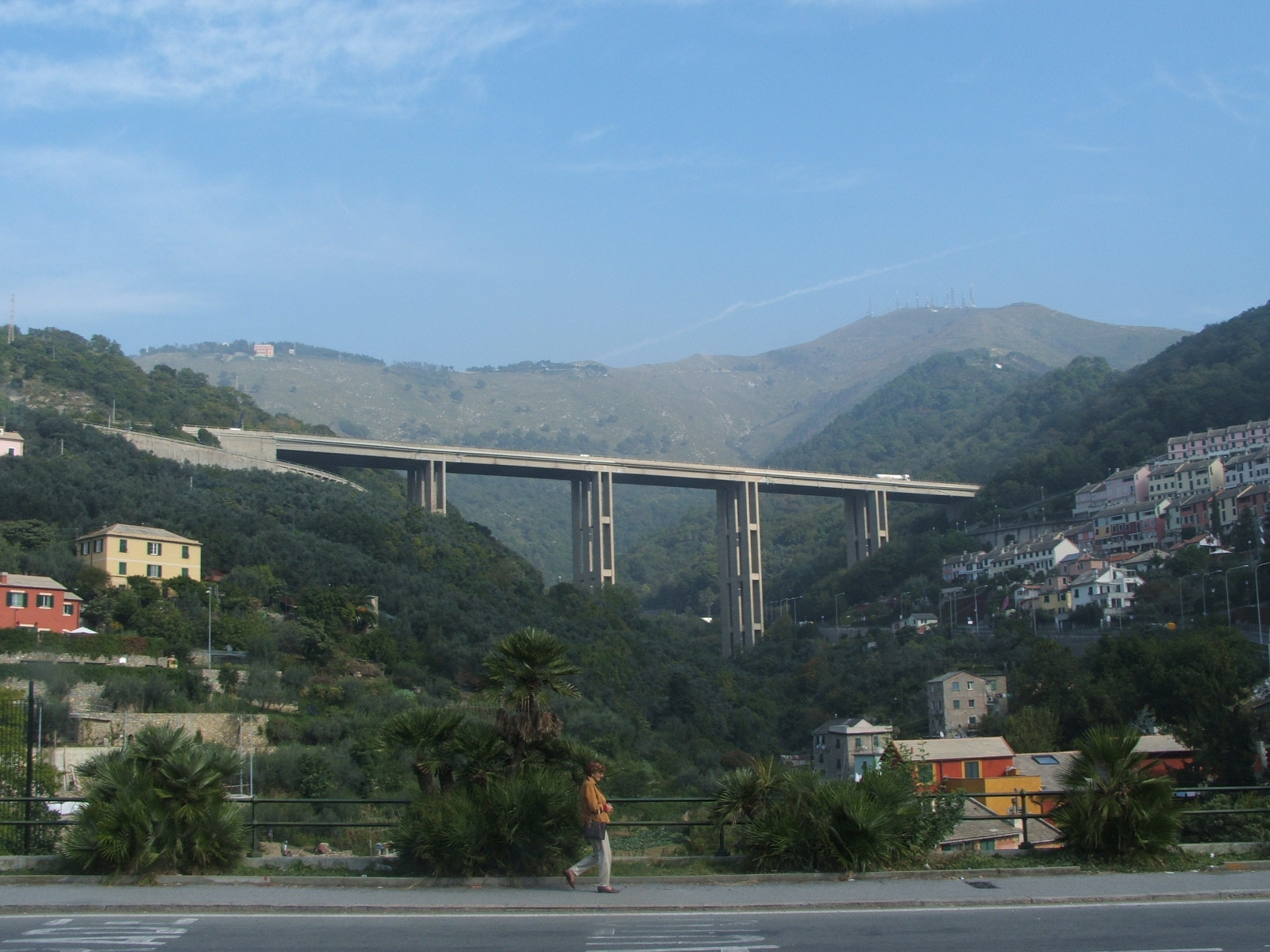
Il viadotto dell'Autostrada A12 sulla valletta del Rio Bagnara, visto dalla parte di corso Europa. La valle del Bagnara, nella quale è inserito il casello di Genova Nervi, si trova stretta tra i crinali di Costa Stalletta (a sinistra) e del Colle degli Ometti (a destra), entrambe propaggini del Fasce

Il versante sud-occidentale è costituito da una serie di vallette minori con andamento all'incirca perpendicolare alla costa.
Esso assume una forma all'incirca triangolare, avente come base la costa occupata dall'espansione della città a Levante e come vertice la cima del monte Fasce. Si trova pertanto delimitato dalle valli che penetrano con maggior profondità nell'entroterra, che sono quella del Nervi a levante, separata dal crinale Monte Fasce-Cresta di Monte Moro-Monte Moro-Nervi, e quella dello Sturla, divisa dallo spartiacque che sempre dal Fasce scende passando per il Monte Borriga - noto comunemente anche come del Liberale (526 m) -, il Monte Carrupola - immediatamente sovrastante la Chiesa di Santa Maria in Apparizione ed il centro originario di Apparizione - e da qui scende più dolcemente per il quartiere di Apparizione verso quello di Borgoratti.
I torrenti che scendono per tale versante sono cinque.
In ordine, da Ponente, il primo è il rio Penego, che nasce sotto il sagrato della chiesa di Apparizione, e viene "catturato" dallo Sturla presso la via Antica Romana di Quarto (quartiere del Pontevecchio).
Segue la serie di quelli che sfociano al mare.
Separato dal Penego dalla dorsale del Chiapparo, percorsa dalla omonima creuza, è il rio Priaruggia, la cui valle è a sua volta delimitata ad Est dal crinale di Costa d'Orecchia-Pianelletti (od anche Pianetti), che sale al monte Borriga.
Quindi vengono i torrenti le cui sorgenti partono direttamente dal Fasce, con fonti situate ad una quota compresa tra i 300 e i 600 metri.
Il rio Castagna - che prende il nome dalla chiesa di S. Maria della Castagna, dovuto alla famiglia che la fondò nel XII secolo, stretto tra il Colle Pianetti e il Colle Perasso o Stalletta.
Dopo questo è il rio Bagnara, il più lungo, con le sorgenti sotto la cima del Fasce, che scorre tra il Colle Perasso e il Colle degli Ometti).
Infine l'ultimo è il rio San Pietro, che prende il nome dalla chiesa parrocchiale di Quinto escorre tra il Colle degli Ometti e il Monte Moro, e che, come il rio Bagnara, sfocia a Quinto.

### Il versante nord-occidentale
Il versante nord-occidentale è delimitato dallo spartiacque Monte Fasce-Monte Borriga-Apparizione a sud e dal crinale Monte Fasce-Prati di Fascia-Monte Bastia a est. Dal versante nascono il torrente Sturla ed i suoi affluenti di sinistra.
I costoni del Monte Fasce che degradano verso la valle del rio Sturla, coperti da un manto boschivo, si abbassano ripidamente verso i quartieri di San Desiderio e di Bavari, racchiudendo il piccolo abitato di Pomà.
Alcuni percorsi o sentieri solo pedonali, per lo più abbandonati, collegano la SP 67 del Monte Fasce con il sottostante abitato di Premanico, alle spalle del colle di Apparizione, sulla valle dello Sturla. A causa della topografia che su questo versante crea molte aree di fondovalle (piccole vallette minori) scarsamente soleggiate, si ripete il toponimo Luega (da luvega, area umida di fondovalle).

## Flora
Il monte si presenta attualmente spoglio sul versante a sud, con tracce di antiche fasce, quasi completamente cancellate dopo un lungo abbandono. Nelle parti inferiori (zone dei colli a bassa quota) restano alcune parti a oliveto (ormai in gran parte inselvatichito), castagni, querce e residui di fasce coltivate, quasi tutte abbandonate. La vegetazione riprende più fitta sui versanti settentrionali, che rimanendo in ombra erano coltivati a castagneto domestico.
La vegetazione naturale, che ricopriva l'intera montagna fino all'Alto Medioevo, consisteva probabilmente in boschi sempreverdi di leccio, che si sviluppavano sul versante meridionale al di sotto dei 600 m, alternati a formazioni boschive miste in cui assieme al leccio crescevano il frassino minore e il terebinto. Laddove il suolo si presenta meno evoluto ed affiora il substrato roccioso (flysch dell'Unità del Monte Antola) allignavano probabilmente formazioni a macchia arbustiva (arbusti con altezza media di 2–3 m) formate da Erica arborea, fillirea e alaterno. Sui versanti settentrionali doveva invece prevalere una vegetazione arborea formata prevalentemente da roverelle, roveri (prevalenti a quote più elevate) e carpini neri, questi ultimi più abbondanti negli impluvi. In prossimità della vetta, oltre alle roveri, dovevano essere presenti anche nuclei di faggio, poiché la presenza di esemplari isolati di faggio si osserva tuttora nel tratto sommitale della catena Monte Fasce-Monte Bastia-Monte Becco.

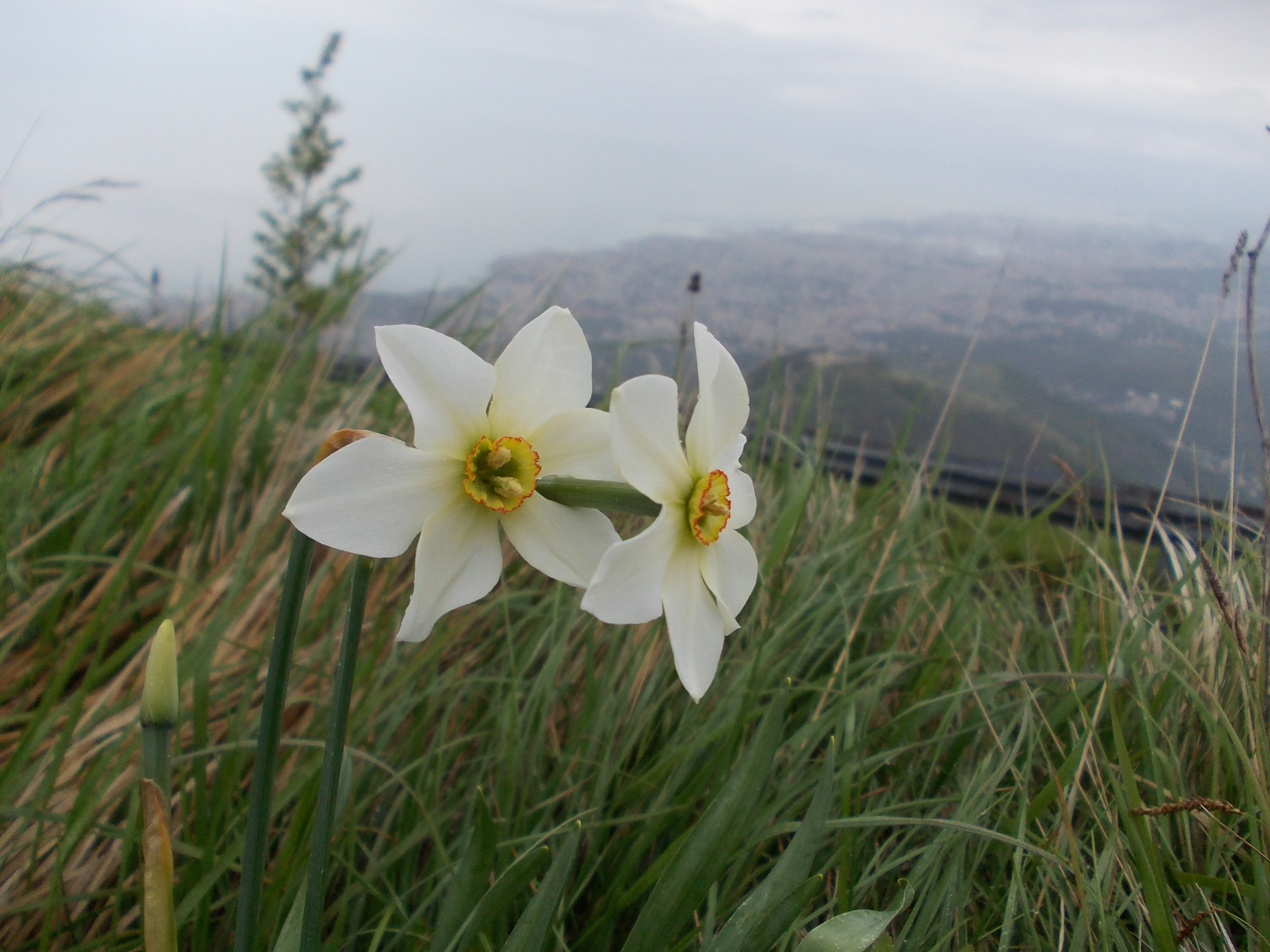
Fioritura primaverile di narcisi

Tra le specie erbacee che vivono sulle pendici del Monte Fasce vanno ricordate alcune orchidee del genere Ophrys dai labelli coloratissimi che imitano, nella forma e nel colore, quello dei loro insetti impollinatori; la rarissima orchidea aperta (Orchis patens); il vistoso anemone stellato (Anemone hortensis); il narciso a tazzetta (Narcissus tazetta); il narciso dei poeti (Narcissus poeticus) dai fiori profumati che, nel mese di aprile, colorano di bianco i prati al di sopra dei 600 m. Recentemente sulle pendici del Monte Fasce è stata accertata la presenza del rarissimo "zafferanetto ligure" (Romulea ligustica) che in Liguria era precedentemente conosciuto solo nella zona del Monte Gazzo (alle spalle di Genova Sestri) e nell'entroterra di Arenzano.

## Storia

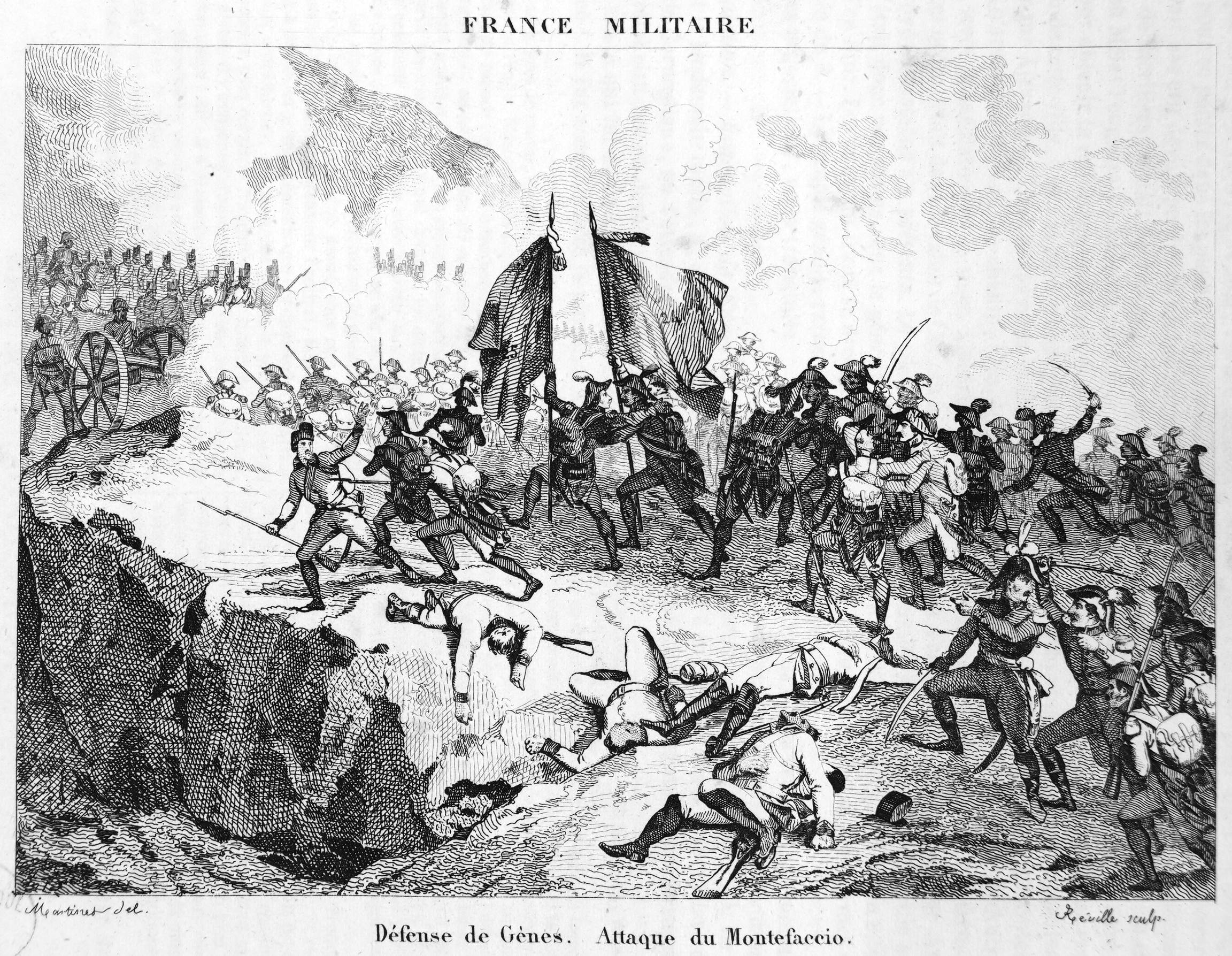
Battaglia del Monte Fasce, 7 aprile 1800

Il Monte Fasce fu sede nel '700 di alcuni scontri tra le truppe francesi ed austriache che si allargavano sui monti nell'intento di riprendersi Genova. Altri combattimenti, tra cui uno relativamente importante, ebbero luogo all'epoca dell'assedio di Genova del 1800, quando il generale Massena era assediato nella città, circondato dalle truppe dell'alleanza antinapoleonica. Di questi eventi resta il nome del retrostante Monte Bastia, subito a Nord del Monte Fasce, dove per bastia si intende un fortino di costruzione provvisoria, realizzato con trincee e avvallamenti di protezione in terra e fascine.
Attorno al 1821, nei primi anni del dominio sabaudo su Genova, il colonnello Giulio d'Andreis, cui si devono le architetture di miglioria delle fortificazioni genovesi nel primo Ottocento, progettò sui crinali che andavano dal Monte Moro al Monte Fasce, e da qui ai monti Bastia e Riega, una serie di torrette-fortino simili a quella costruita a monte del Forte di Quezzi. La linea fortificata, che avrebbe dovuto occupare questi crinali con costruzioni a distanze costanti, non venne mai realizzata per gli alti costi necessari.
Una pendice del Monte Fasce, il Monte Borriga detto del Liberale, deve il suo nome all'appellativo ('Liberale') con cui il fondatore dell'omonima osteria, ivi locata, veniva chiamato nell'ambiente portuale genovese di fine Ottocento dai compagni di lavoro. Tale origine, oltre che riportata oralmente da una sua discendente (Ada Barbagelata), è anche sostenuta e ben documentata sullo stesso sito internet Archiviato il 9 maggio 2008 in Internet Archive. della trattoria. 
Comunque sia, nei pressi di questa, durante un vasto raduno di repubblicani, l'avvocato Canale tenne il suo infervorato discorso filo-mazziniano negli anni cinquanta dell'Ottocento, discorso che fu all'origine di un noto processo in tribunale.
Il Monte Moro, il cui rilievo si stacca a sud del Monte Fasce, divenne sede di una serie di fortini militari a cominciare dal tardo Ottocento. Per collegare questi alla città venne realizzata la strada militare che partendo dalla valle Sturla e passando per Apparizione, vi arrivava con un percorso di mezza costa a quota ribassata sul pendio meridionale del Monte Fasce. Tale strada, venuto meno l'uso militare, è rimasta come strada turistica del Monte Moro. All'epoca della seconda guerra mondiale venne costruita una serie di bunker e postazioni di cemento armato, che dall'abitato di Quinto arrivavano alla vetta del Monte Moro. Poco più sopra, sul crinale che collega la vetta del Monte Moro al Monte Fasce, venne realizzata una piazzola per la contraerea.
Sul fortino della vetta del Monte Moro venne aperta negli anni sessanta una trattoria molto frequentata per le scampagnate domenicali ma attualmente dismessa. La vetta del Monte Moro nel secondo dopoguerra fu oggetto di rimboschimenti con pini marittimi, più volte danneggiati da incendi dolosi.
In seguito alla presunta apparizione della Vergine al padre benedettino Bonaventura (Renato Raschi 1902-1987) nel 1962, vennero costruiti sulla vetta del Monte Borriga un monastero ed una chiesa. Il complesso religioso prese il nome di Oasi della Pace. In seguito anche un altro veggente, esterno alla chiesa, raccolse negli anni ottanta e novanta alcuni gruppi di credenti in raduni mensili nella zona per ulteriori presunte apparizioni della Vergine. Attualmente nel monastero ha sede la Piccola Città dell'Immacolata che ospita un centro per ritiri spirituali ed esperienze educative di autogestione per giovani in difficoltà gestita dalla Domus Familiae Padre Daniele di Padova; opera che porta il nome del Frate Padre Daniele Hechich . 

## Galleria d'immagini

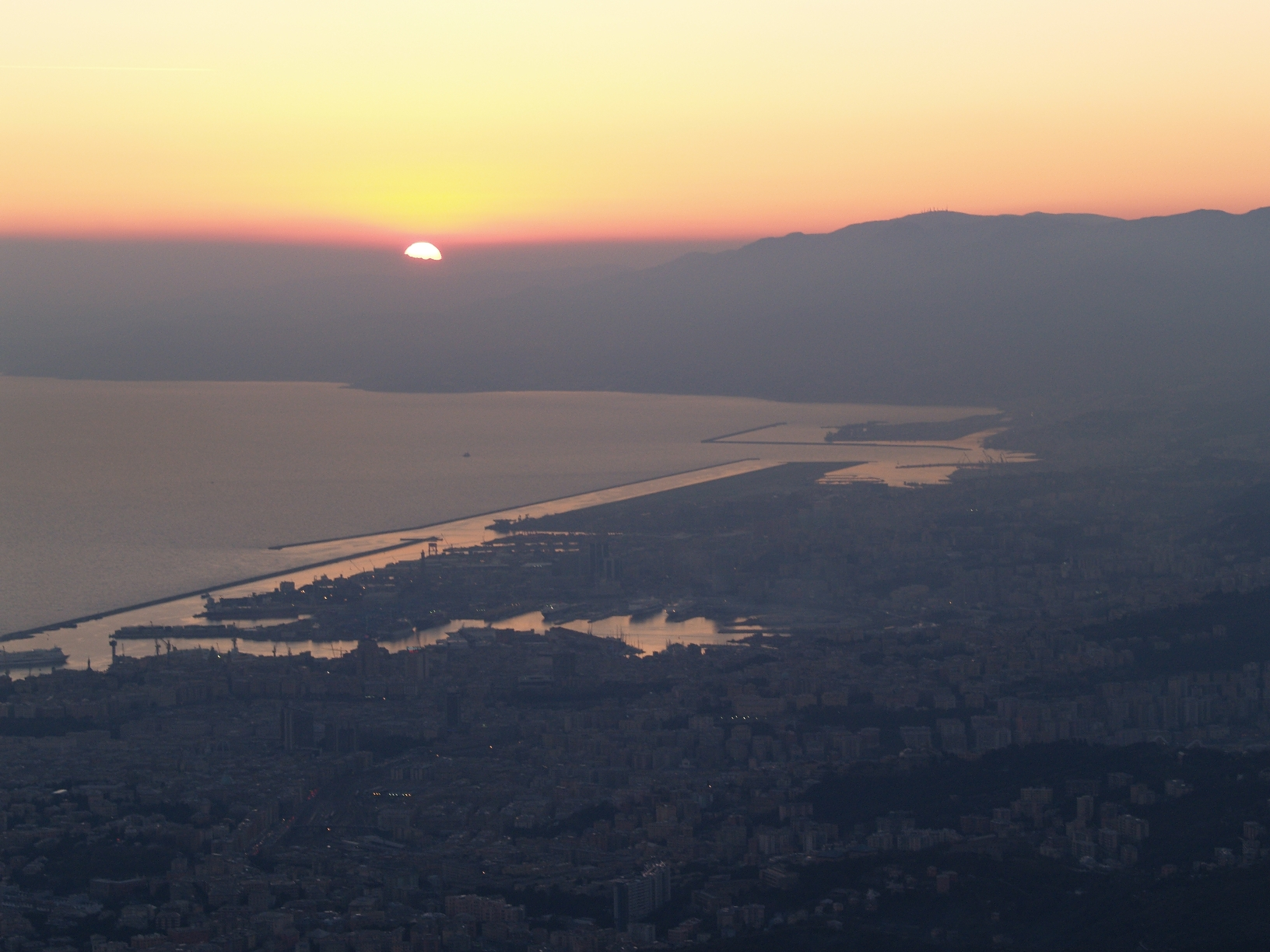
Tramonto su Genova dal Monte Fasce
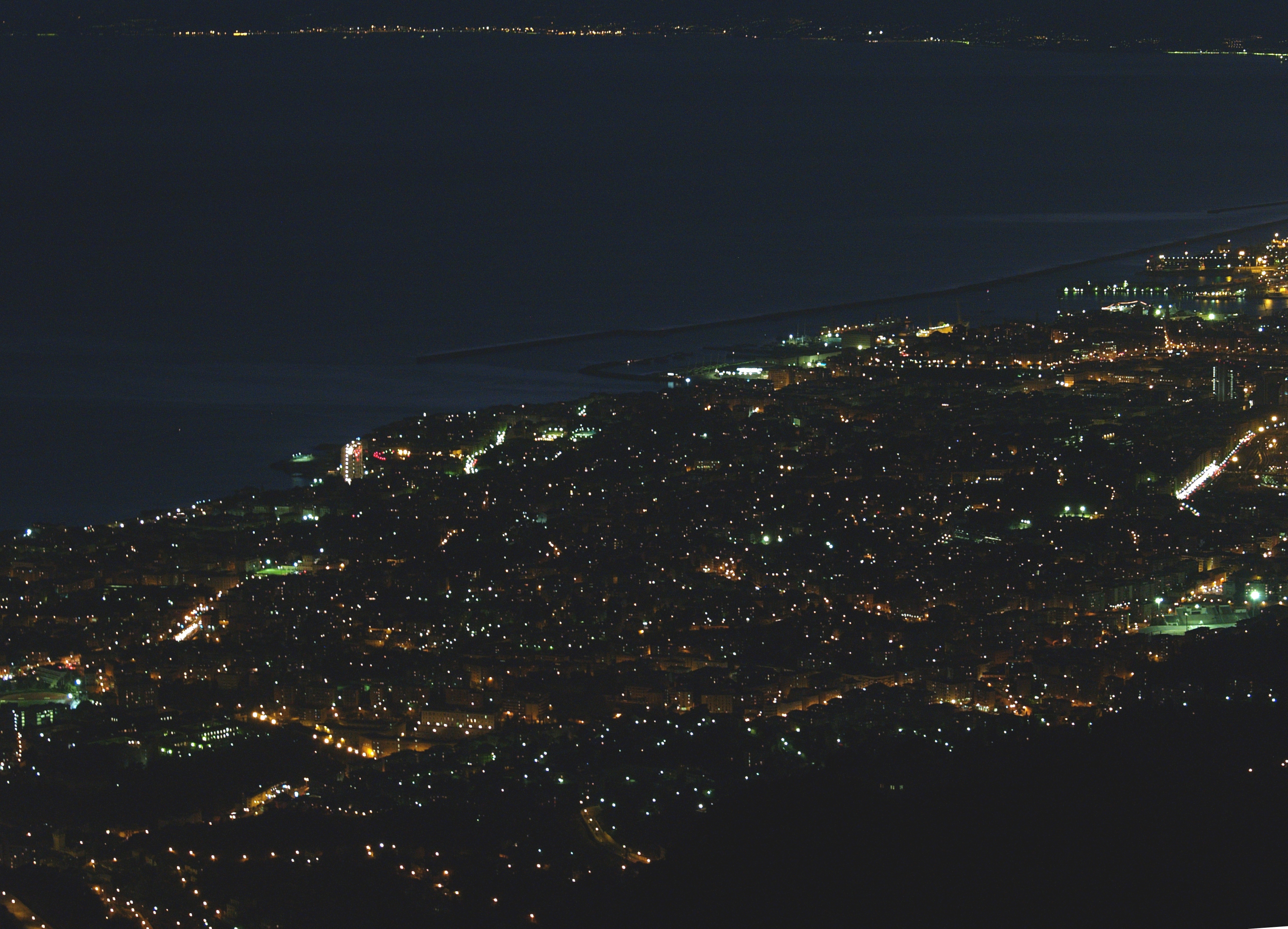
Immagine notturna di Genova dal Monte Fasce
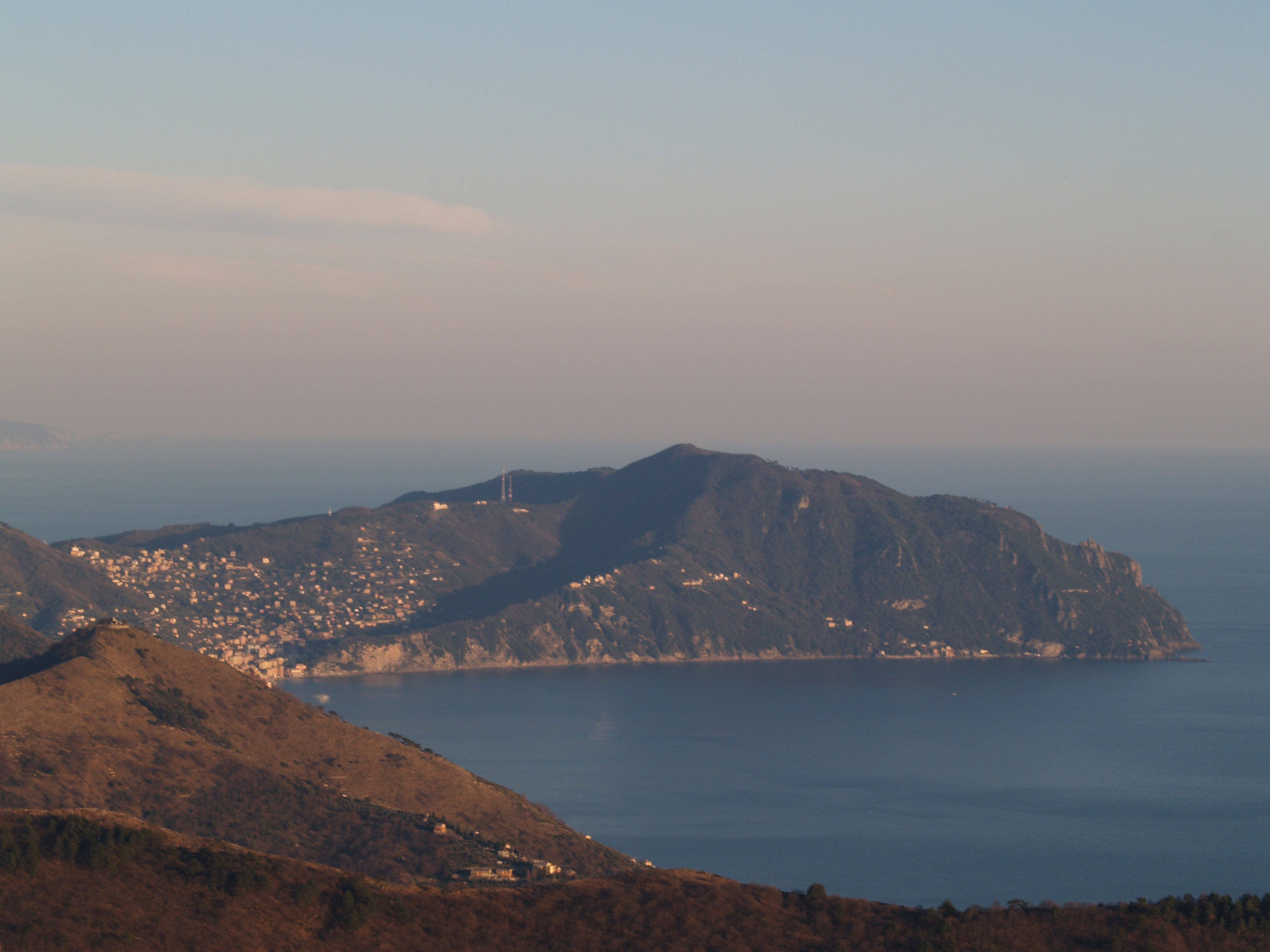
Il Promontorio di Portofino dal Monte Fasce
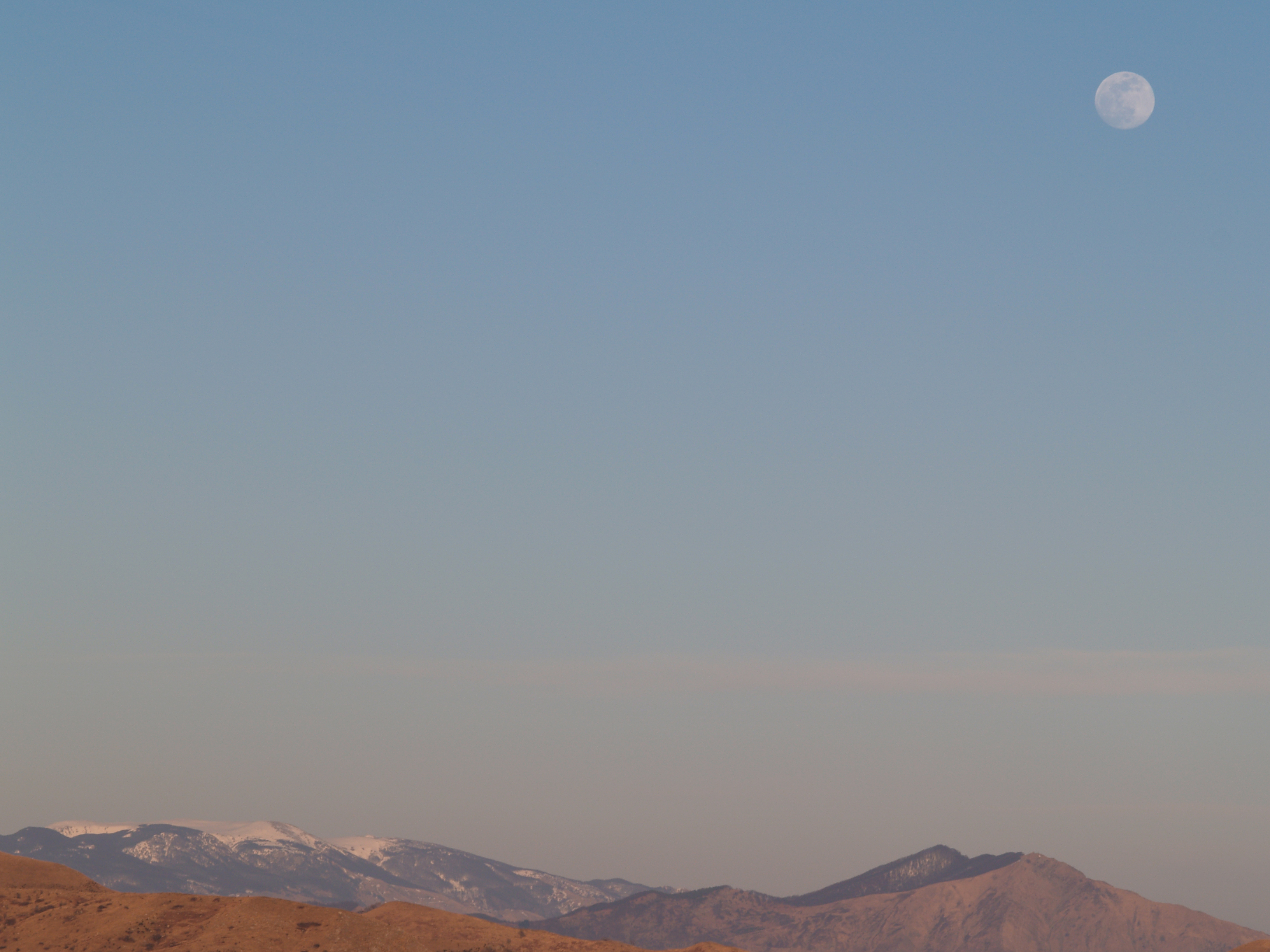
Il Monte Ramaceto ed il Monte Aiona dal Monte Fasce
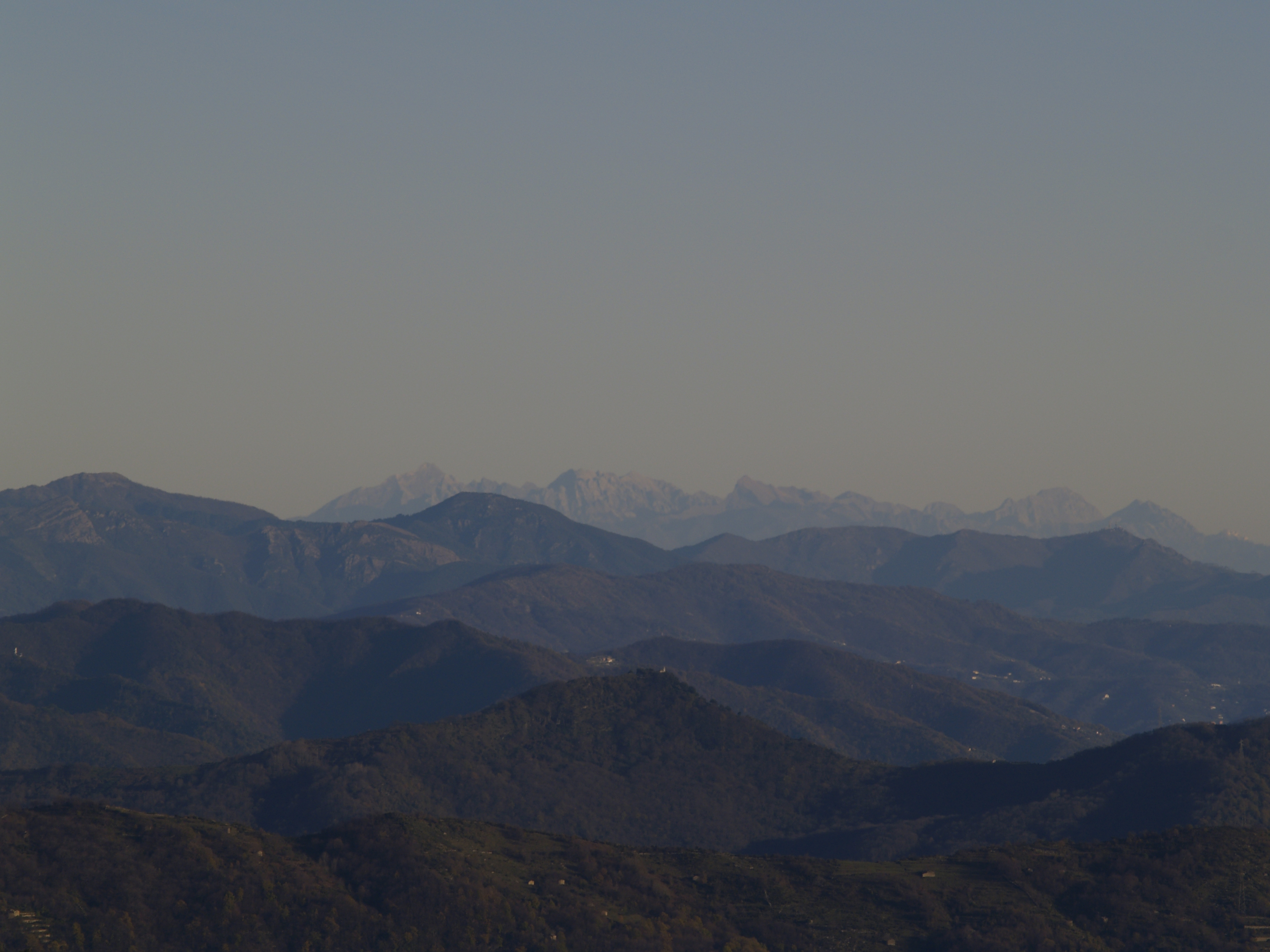
Le Alpi Apuane dal Monte Fasce
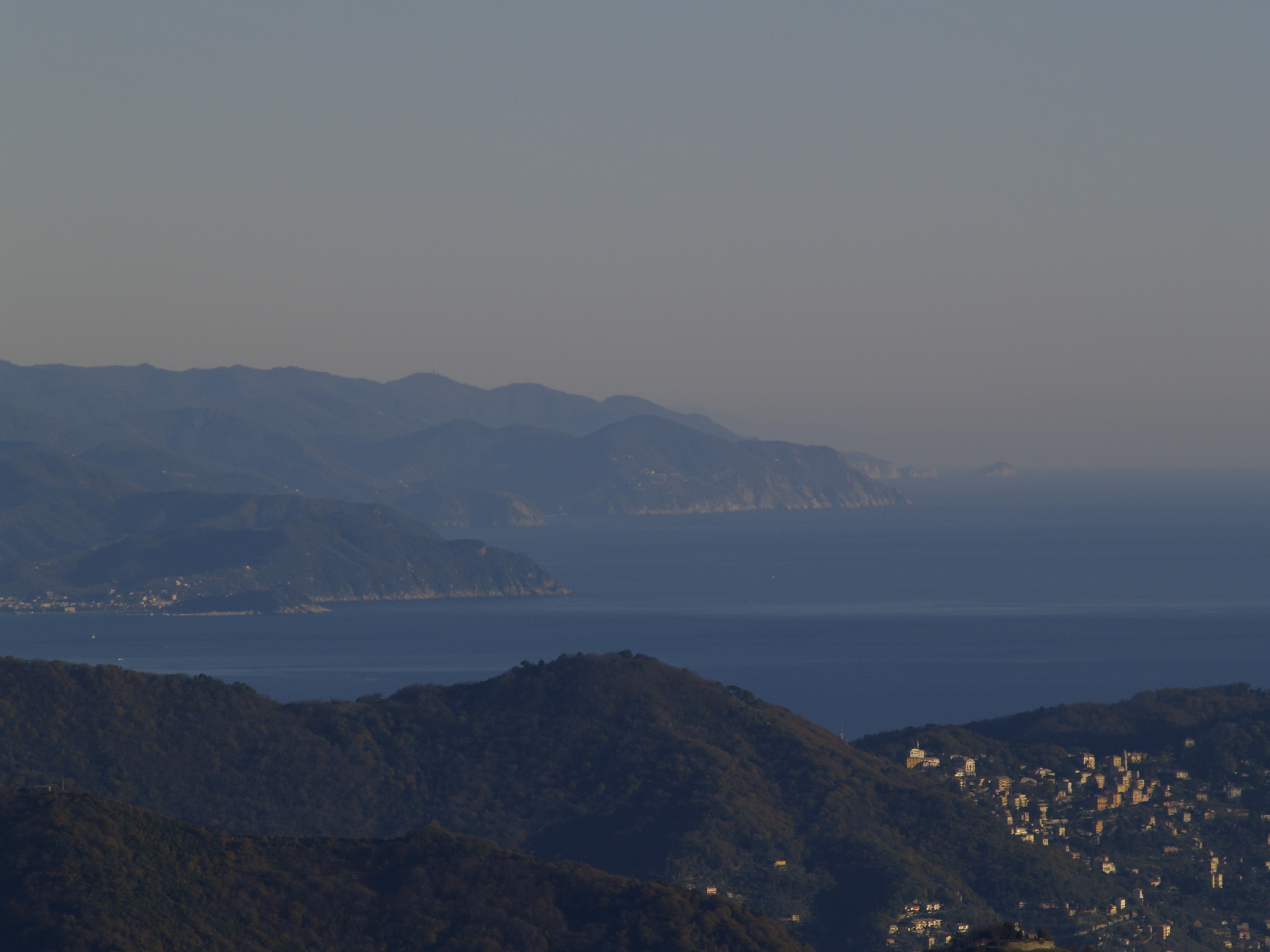
Il Golfo del Tigullio, Punta Mesco e l'isola del Tino dal Monte Fasce
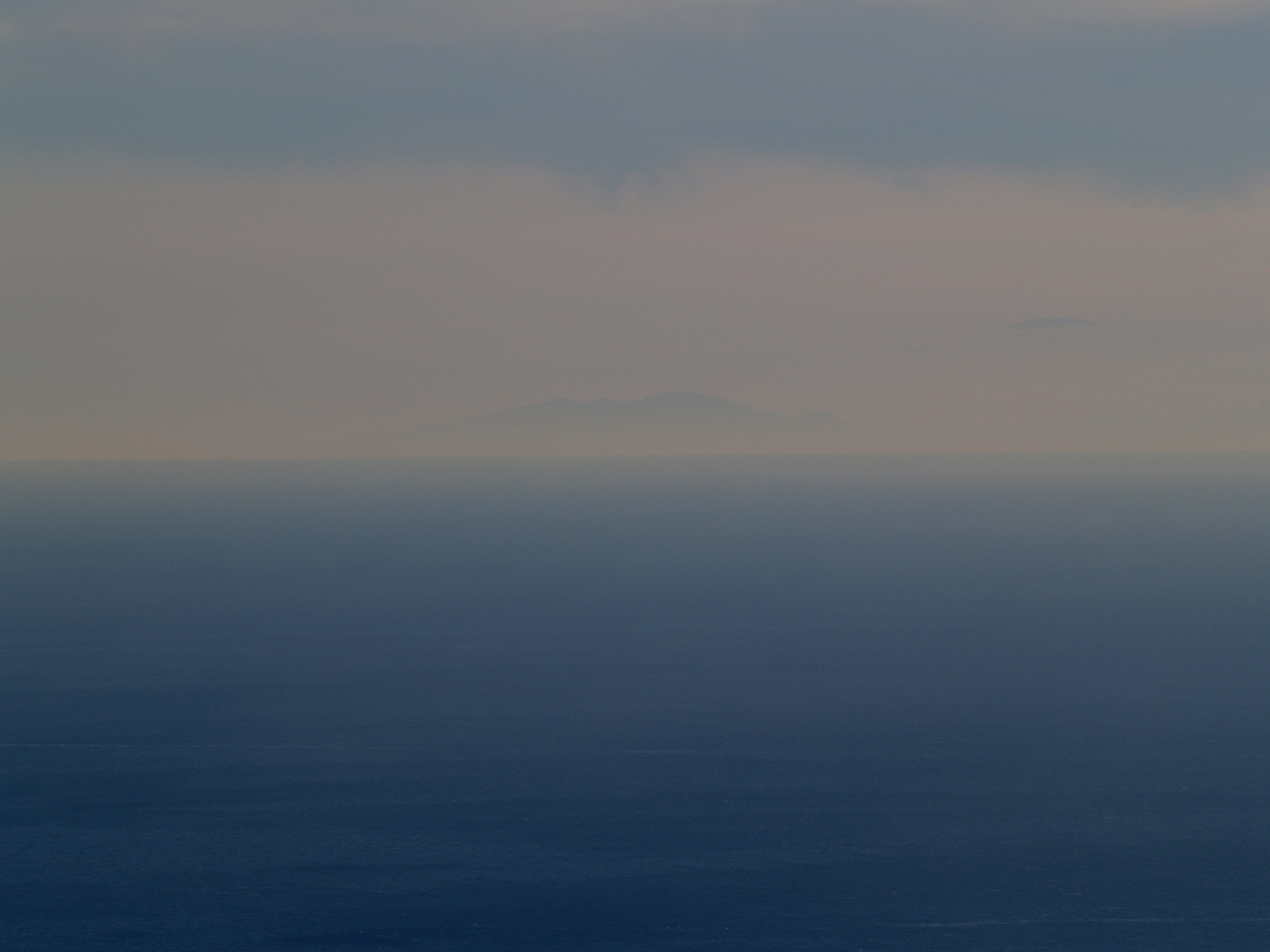
La Corsica dal Monte Fasce
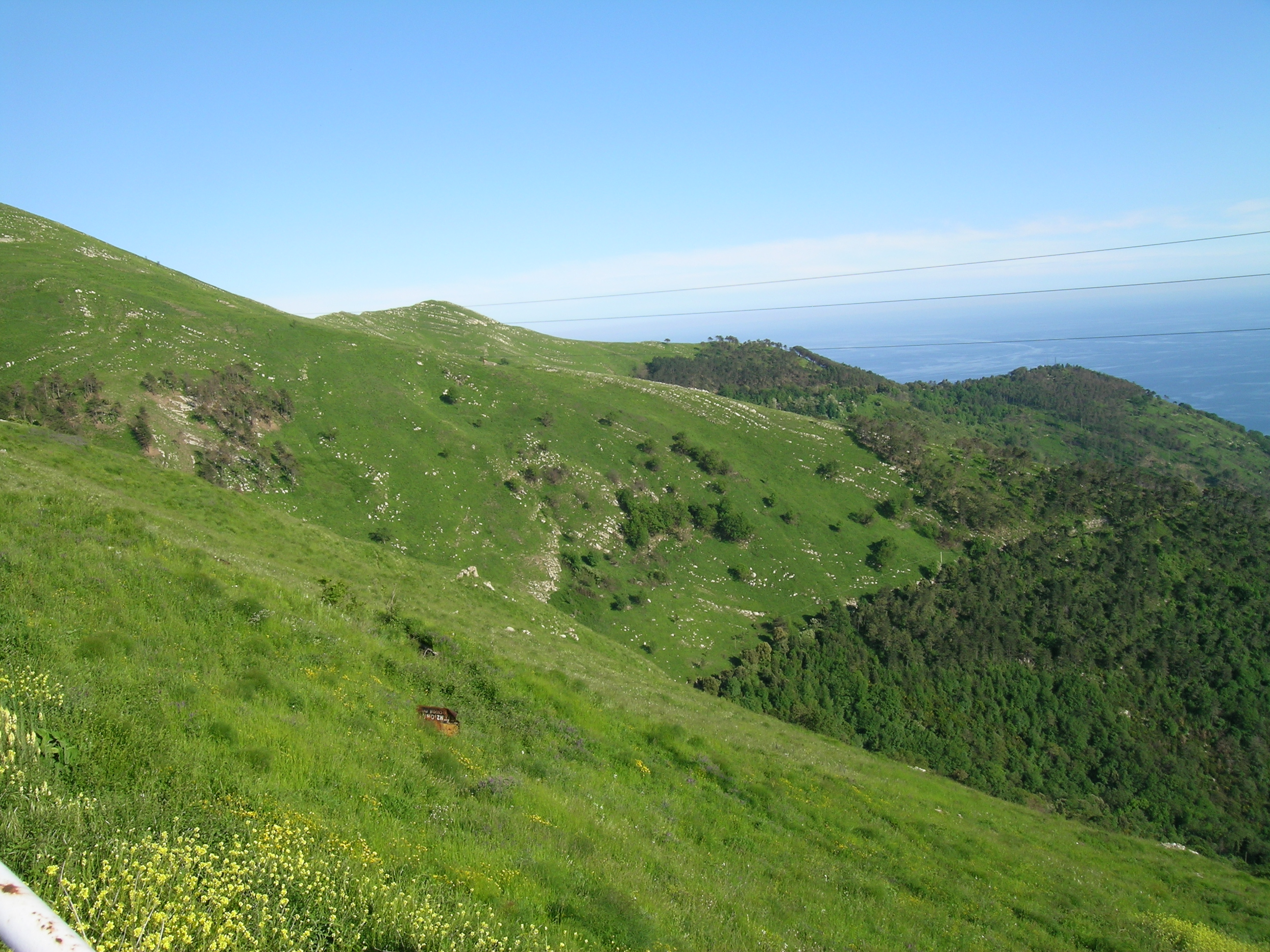
Il crinale Monte Fasce-Monte Moro
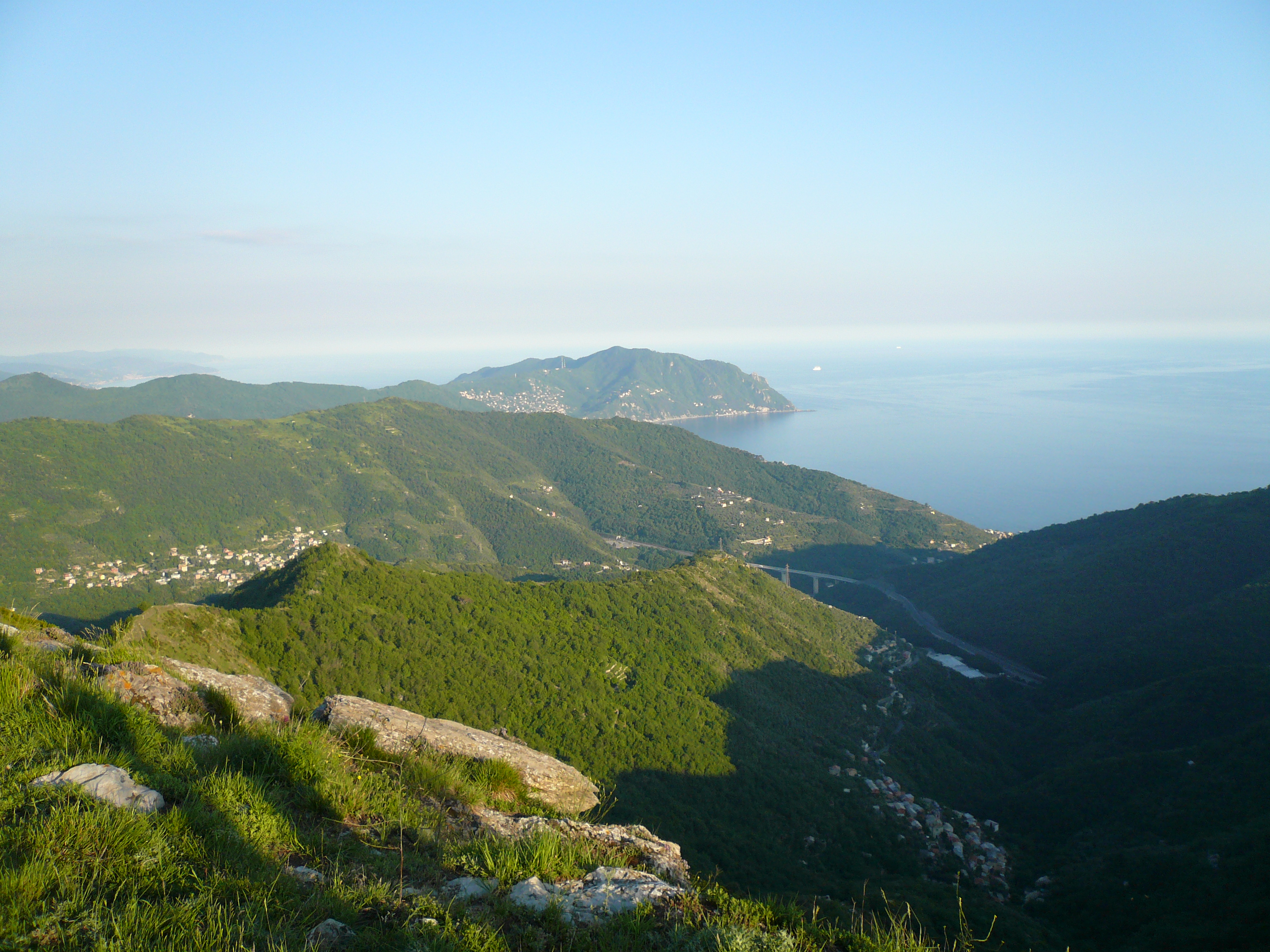
In basso a destra il paese di Teriasca, visto dal monte Possuolo, quasi 5 Km ad Est dalla vetta del Monte Fasce
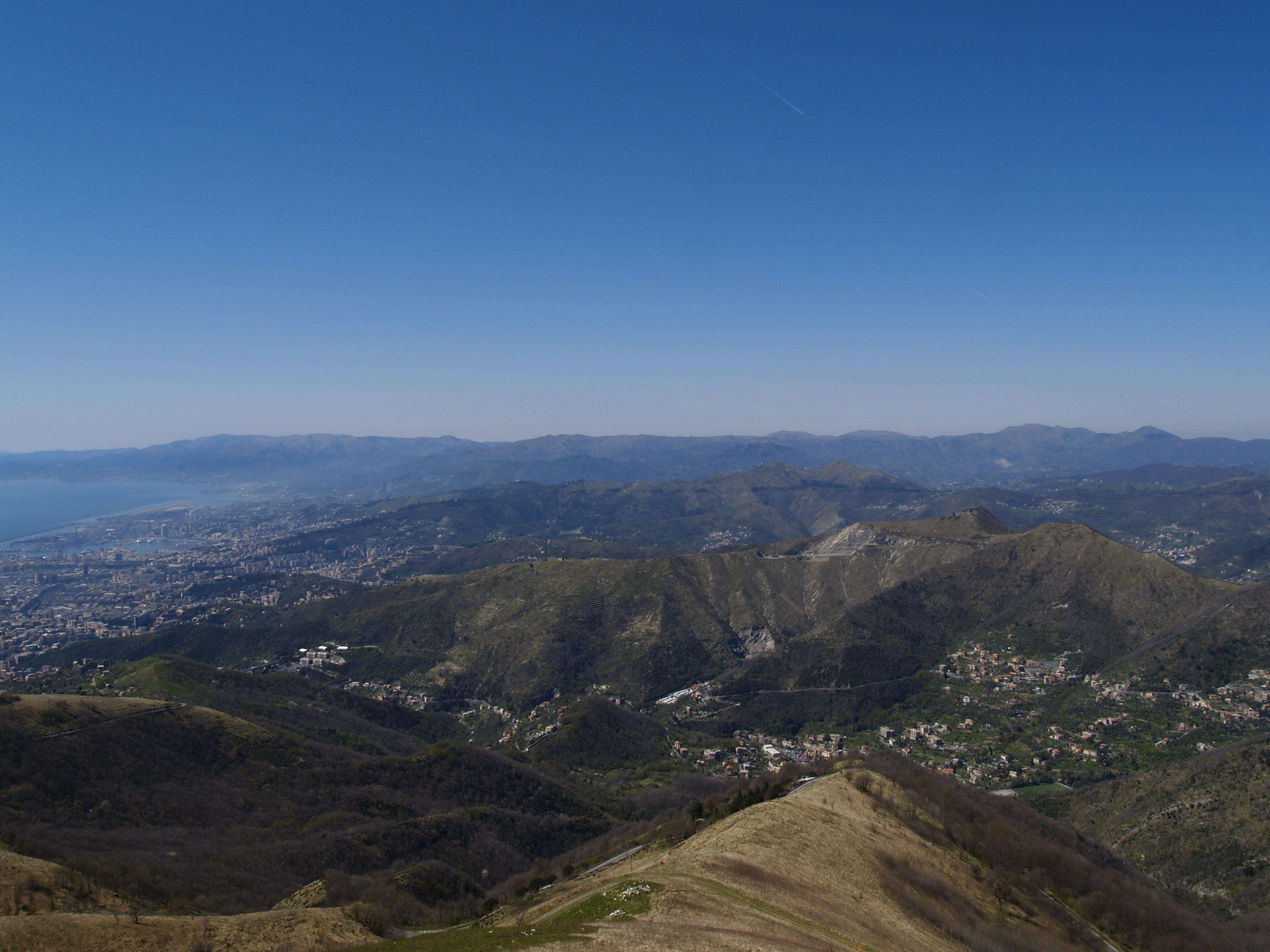
Il versante nord-occidentale del Monte Fasce
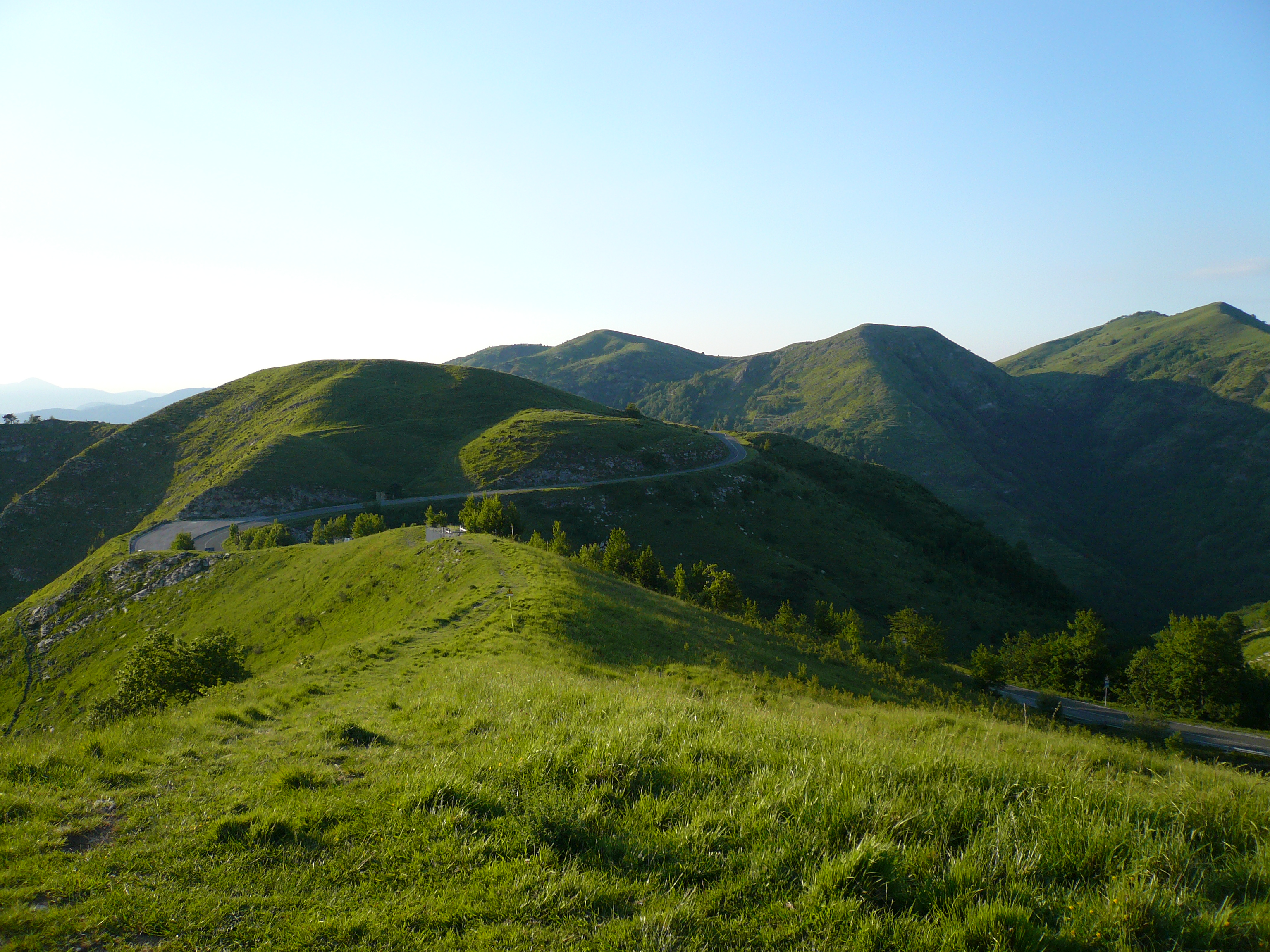
La Strada Provinciale 67 del Monte Fasce
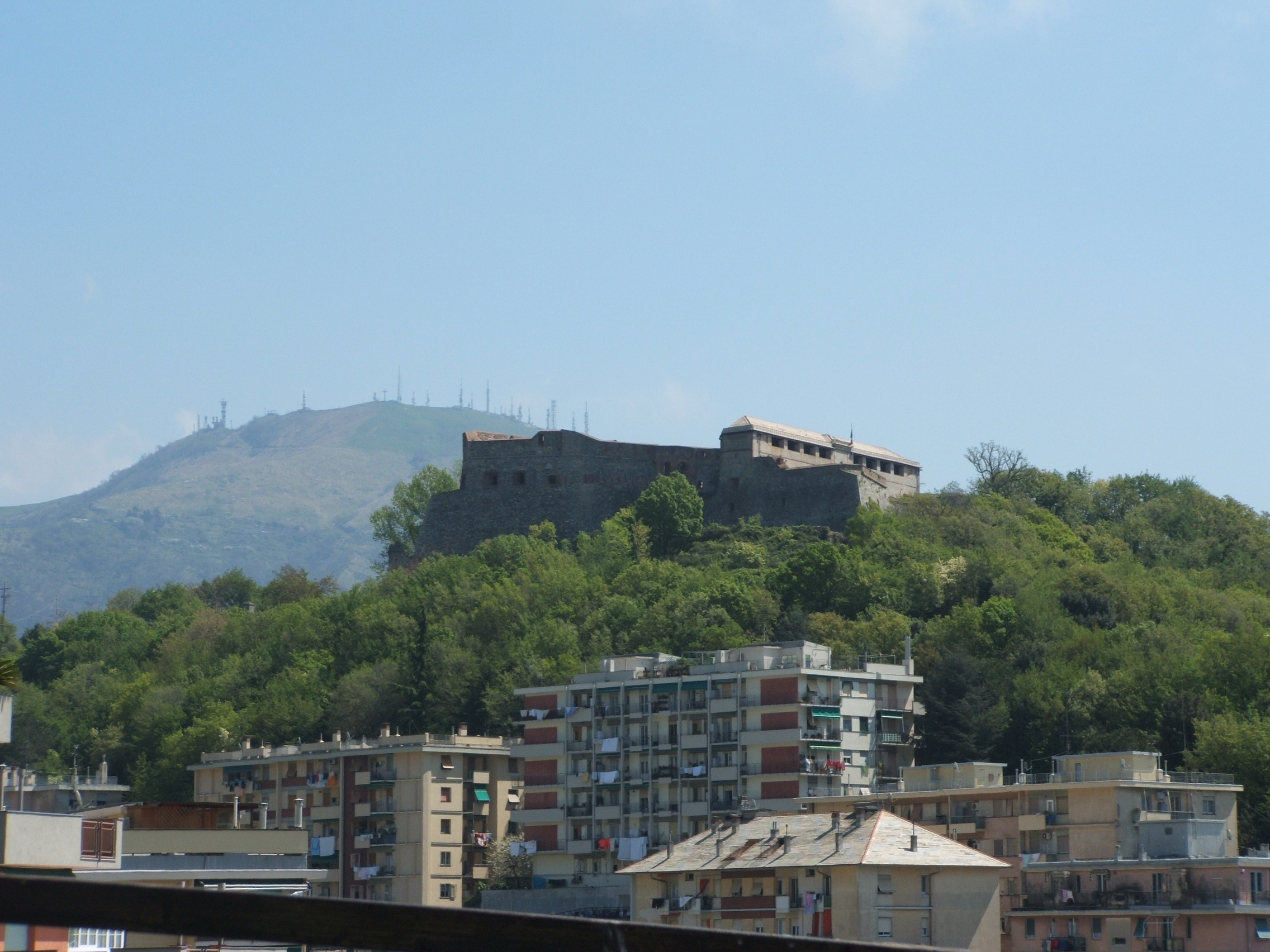
Il Monte Fasce sullo sfondo del Forte Santa Tecla